# Amatørtyvens Hustru
Amatørtyvens Hustru er en dansk stum dramafilm fra 1910 produceret af Fotorama. Filmens manuskript er skrevet af Louis Schmidt; instruktøren er ukendt. Filmen er af Fotorama beskrevet som “et folkeskuespil i 36 afdelinger”. 
Filmen havde dansk premiere i Løvebiografen den 8. august 1910.

## Handling
Amatørtyven Jefferson møder en ung kvinde ved skovfogedens hus. Han bliver forelsket, men hendes forældre vil ikke lade hende gifte sig med deres datter.  Datteren trodser forældrene, og forlader hjemmet til fordel for amatørtyven, og faderen bliver rasende, og formener hende adgang til hjemmet igen. Amatørtyven er ikke en slet person som sådan, men en fri opdragelse har fordærvet hans moral. Han skjuler sin beskæftigelse for sin hustru, som han ellers behandler pænt. En dag får amatørtyven et brev med besked om et muligt kup, og han forlader hjemmet uden at give nogen nærmere forklaring. Hustruen frygter imidlertid, at han har forladt hjemmet for at besøge en anden kvinde, og hun finder brevet i hans lomme og hun bliver nervøs. 
Kuppet lykkes, men under flugten kører tyvene galt, og på hospitalet bliver politiet tilkaldt, da man finder de mange pengesedler i tyvens frakke. Tyven ender i fængsel. Hustruen er ude af sig selv, men elsker stadig sin mand, men uden ham ender hun i armod. Hun kan ikke gå tilbage til hjemmet. Hun ender syg på hospitalet, hvor hun dør, men forinden er forældrene mødt op, hvor de tilgiver hende.

## Medvirkende
- Peter Fjelstrup som amatørtyven Jefferson
- Marie Niedermann som skovfogedens datter
- Philip Bech som skovfogeden
- Ragnhild Christensen som skovfogedens hustru